# Vicious (Halestorm)
Vicious è il quarto album in studio del gruppo musicale statunitense Halestorm, pubblicato il 27 luglio 2018 dalla Atlantic Records.
È stato anticipato dal singolo Uncomfortable, uscito il 30 maggio, a cui è seguito Do Not Disturb il 20 luglio.

## Tracce
1. Black Vultures – 4:10 (Lzzy Hale//Joe Hottinger/Brian Vodinh)
2. Skulls – 3:19 (Hale/Josh Smith/Hottinger/Arejay Hale)
3. Uncomfortable – 3:40 (Hale/Smith/Hottinger/Hale)
4. Buzz – 3:22 (Hale/Smith/Hottinger/Hale)
5. Do Not Disturb – 3:23 (Hale/Smith/Hottinger/Hale)
6. Conflicted – 3:29 (Hale/Hottinger/Ingrid Andress/Andre Davidson/Michael Pollock/Stephen Puth)
7. Killing Ourselves to Live – 4:00 (Hale/Smith/Hottinger/Hale)
8. Heart of Novocaine – 3:33 (Hale/Smith/Hottinger/Hale)
9. Painkiller – 3:13 (Hale/Hottinger/Scott Stevens)
10. White Dress – 3:29 (Hale/Hottinger/Andrew Goldstein/Dan Book)
11. Vicious – 3:01 (Hale/Hottinger/Kevin Churko/Kane Churko)
12. The Silence – 4:47 (Hale/Hottinger)

Bonus track edizione Walmart
1. Nobody – 4:12
2. Letters – 5:19

Bonus track edizione in vinile
1. Now That You're Gone
2. Nobody – 4:12
3. Golden
4. Letters – 5:19

Bonus track edizione giapponese
1. Tokyo
2. Love Bites (So Do I) [Live in Philly 2015]

## Formazione
- Lzzy Hale – voce, chitarra, pianoforte, tastiere, talk box (traccia 4)
- Joe Hottinger – chitarra, cori, tastiere
- Josh Smith – basso, cori, tastiere
- Arejay Hale – batteria, cori